# Емис Кила
Ėмис Кѝла (на италиански: Emis Killa), псевдоним на Емилиано Рудолф Джамбели (на италиански: Emiliano Rudolf Giambelli; * 14 ноември 1989 във Вимеркате, Италия), е италиански рапър.

## Биография

### Произход и младежки години
Баща му, родом от Вимеркате, е музикант - пианист в групите на Брианца, а майка му, родом от Палермо, е работничка. Двамата се разделят. Баща му страда от биполярно разстройство и умира през 2009 г. от сърдечен арест. Има по-голям полубрат от страна на баща си.
След гимназията в родния си град рапърът учи в техникум, а по-късно и в хотелиерски институт, без да получи диплома за средно образование, тъй като напуска рано, за да започне работа, вкл. и като зидаромазач. В крайна сметка той се насочва към музиката, главно към свободния стил. По онова време Емилиано Рудолф е наречен Емилието (или Емилието ло дзаро). През 2007 г., докато участва в състезанието Perfect Techniques за свободен стил,  той приема името Емис Кила: „Прякорът Емис идва от времето, когато правех графити, Еми беше умалителното на Емилиано, което е моето име, а "s" беше красива буква. Killa, от американския жаргон, означава убиец, защото бях спечелил всички състезания по свободен стил“.

### Първи публикации (2007-2011)
През 2007 г. Емис Кила участва в състезанието Perfect Techniques freestyle, където е победител. Впоследствие подписва договор с независимия звукозаписен лейбъл Block Recordz, с който издава албумите Keta Music (2009), Champagne and spine (2010) и The Flow Clocker Vol. 1 (2011).
През 2011 г. подписва договор с лейбъла Карозело Рекърдс и на 19 декември публикува за дигитално теглене EP-то си Il peggiore („Най-лошият“), чиято артистична продукция е дело на диджей Биг Фиш. В същия период Емис Кила прави официален ремикс на сингъла I Need a Dollar на Алое Блек, излъчван по италианските радиостанции.

### АлбумL'erba cattiva(2012-2013)
На 24 януари 2012 г. певецът издава дебютния си албум L'erba cativa („Лошата трева“), който дебютира на пета позиция в Италианската класация за албуми, оставайки в класацията повече от година, и в Топ 20 за първите 3 месеца. Различни изпълнители от италианската хип-хоп сцена си сътрудничат в албума, като Фабри Фибра, Гуе Пекеньо, Торменто и Маракеш. 16 седмици след издаването си албумът се завръща в Топ 10 на най-продаваните албуми, изкачвайки се до четвърта позиция, най-високата точка, достигната от него.
Вторият извлечен сингъл Parole di ghiaccio („Ледени думи“) е незабавен успех и музикалното видео получава за по-малко от две седмици 2,5 милиона посещения в Ютюб – рекорд за италианска музика, 5 милиона посещения за по-малко от месец и 10 милиона за три месеца. След земетресението в Емилия през 2012 г. Емис Кила стартира проекта Рап за Емилия, насочен към набиране на средства за реконструкцията на гимназията „Галилео Галилей“ в Мирандола, разрушена от земетресението: това намерение се реализира с реализацията на Se il mondo fosse („Ако светът беше“) – сингъл, продуциран от Биг Фиш и направен с участието на Клуб Дого, Джей-Акс и Маракеш, и на самия Емис Кила. Издаден дигитално на 30 юни 2012 г., сингълът е представен на живо на същия ден на третия ден от MTV Days от седемте изпълнители и по-късно е сертифициран като платинен за продажби от FIMI.
На 20 ноември 2012 г. рапърът пуска преиздание на албума си L'erba cattiva, наречено Gold Version и съдържащо неиздавания сингъл Il king, използван като саундтрак на филма I 2 soliti idioti, и Più rispetto („Повече респект“) с участието на Баси Маестро.

### АлбумMercurio(2013-2015)
На 12 юли 2013 г. Емис Кила пусна неиздавания сингъл Vampiri, издаден като премиера на водещия сингъл от втория му студиен албум. Впоследствие песента се сдобива с видеоклип, пуснат на 17 юли. На 30 август е обявено, че продължението на L'erba cattiva ще бъде пуснато отново през октомври от Карозело Рекърдс, чието заглавие, Mercurio, и датата на излизане, 22 октомври, са разкрити на 9 септември. Обложката и списъкът с песни са разкрити съответно на 26 септември и на 4 октомври.
На 11 септември той пуска видеоклип на песен, извлечена от Mercurio, озаглавена Wow. На 8 октомври е пуснат видеоклипът на песента Lettera dall'Inferno („Писмо от Ада“) а на 16 октомври е публикуван ексклузивно в платформата Кубомузика песента Killers, която не е включена в албума Mercurio. На 21 октомври обаче излиза първият сингъл Scordarmi chi ero („Да забравя кой бях“), чийто видеоклип е заснет на покривите на „казармата“ на ул. Турати в Болате.
На 22 октомври е издаден албумът Mercurio, който дебютира на върха на Италианската класация за албуми и е сертифициран като златен от FIMI точно един месец след издаването му. Турнето в подкрепа на едноименния албум стартира на 22 февруари в Оби Хол във Флоренция.
На 2 декември е пуснат вторият сингъл A cena dai tuoi („На вечеря у вашите“) с участието на Джей-Акс. Видеоклипът му излиза седмица по-късно. През същия месец Емис Кила заминава за САЩ, за да участва в годишните Bet Hip Hop Awards America, провеждани в Ню Йорк, представяйки Италия с базите на DJ Premier. Ed Lover обаче го го разкритикува за изпълнението му изцяло на италиански.
Докато е в САЩ, рапърът заснема видеото на Straight Rydah, пуснато на 23 януари 2014 г. На 14 февруари е пуснат видеоклип към песента Soli (Assieme) („Сами (заедно)“), заснет около Маракеш.
На 21 март е пуснат третият сингъл, извлечен от Mercurio – Essere umano („Да бъдеш човек“) с участието на певицата Скин. По време на концерта, проведен на 10 април 2014 г. в дискотека Алкатраз в Милано, Емис Кила получава платинен диск за албума си Mercurio за повече от 50 хил. продадени копия. На 21 май в Ютюб канала му е публикувана визуализация на видеоклипа на неиздаваната песен Maracanã, издадена като сингъл на 28 май. Песента предшества специалната версия на албума Mercurio, наречена 5 Stars Edition, пусната на 10 юни, която достига № 1 в Топ сингли на Италия.
На 28 май той гостува в телевизионната програма The Voice of Italy, където пее заедно с Джей-Акс, Федец и Ноеми песента Parole di ghiaccio с мелодичния акомпанимент на The Monster на Еминем. Между август и септември 2014 г. рапърът пуска видеоклипове на други песни, извлечени от Mercurio: Blocco Boyz, Se penso al rap („Ако мисля за рап“) и едноименната Mercurio.
От 4 октомври 2013 г. Емис Кила става водещ на радио шоуто One Two One Two, излъчвано по Radio Deejay. На 16 октомври той обявява публикуването на първата си книга, озаглавена BUS323 и разпространявана от 5 ноември. Приблизително по същото време той композира и неиздаваната песен Che abbia vinto o no („Независимо дали съм спечелил или не“) – дует с Антонела Ло Коко и използвана за саундтрака на филма Il ricco, il povero e il maggiordomo.

### МикстейпKeta Music Vol. 2и албумTerza stagione(2015-2017)
На 5 май 2015 г. е издаден албумът Ora o mai più на италианския продуцент Дон Джо, съдържащ сред различните парчета Ti piaccia o no („Независимо дали ти харесва или не“) в сътрудничество с Емис Кила. На 18 май Кила пуска неиздавания си сингъл I.L.T.G. (I Love This Game) за цифрово теглене, придружен от видеоклип. На 5 юни 2015 г. рапърът пуска видео чрез своя канал Vevo, в което обявява микстейпа Keta Music Vol. 2, добавяйки, че списъкът с песни ще бъде разкрит чрез видеоклипове от около 30 секунди, качени в неговия VEVO канал. От 6 до 12 юни се разкриват заглавията на песните, съдържащи се в албума, в който участват различни изпълнители, принадлежащи към италианската хип-хоп сцена, като Вака, Джемитец, МедМен, Джейк Ла Фурия и Гуе Пекеньо. Микстейпът е достъпен за безплатно теглене от 18 юни чрез официалния му уебсайт. През същата година рапърът прави дует с Джанлука Гриняни в песента Fuori dai guai, с която участва в Летния фестивал (Summer Festival 2015).
През 2016 г. певецът участва в шоуто за таланти The Voice of Italy като треньор заедно с Рафаела Карà, Долченера и Макс Пецали. На 19 май издава първия сингъл от третия си албум с неиздавани песно Non era vero („Не беше вярно“). На 6 юни той пуска за цифрово изтегляне допълнителен сингъл от албума си – Cult, придружен от видеоклип и представен на живо за първи път на годишните Музикални награди „Уинд“. В началото на септември е обявено заглавието на албума му - Terza stagione („Трети сезон“) и датата му на публикуване 14 октомври. В сравнение с предишния му албум Mercurio този е по-„суров“ и „груб“ според рапъра, с теми, вариращи от злоупотреба с алкохол и леки наркотици до сталкинг и секс.
На 8 март 2017 г. Емис Кила публикува в Ютюб видеоклипа на песента си Non è facile („Не е лесно“), извлечен от албума му и реализирана в сътрудничество с Джейк Ла Фурия.

### Неиздавани сингли и албумSuperheroe(2017-2021)
На 25 октомври 2017 г. излиза неиздаваният му сингъл Linda, последван на 20 февруари 2018 г. от второто му неиздавано парче Serio („Сериозен“) в сътрудничество с Капо Плаза.
На 8 юни 2018 г. е представен Rollercoaster - сингъл, предшестващ четвъртия му албум Superheroe. Албумът се радва на добър прием в Италия, като е обявен за платинен от FIMI за над 50 хил. продадени копия. На следващата година е пуснато повторното издание, наречено Bat Edition, което включва още четири неиздавани песни, включително сингъла Tijuana.
През 2019 г. рапърът е ангажиран да си сътрудничи с различни изпълнители: с МедМен в албума му Supernova, с Федец в парчето Kim & Kanye (от албума на Федец Paranoia Airlines), с Джеолиер в Como ТЕ, с Шива в Mon fre и с Лаца в Million Dollar.
На 10 април е издаден и неиздаваният му сингъл La mia malattia („Моята болест“). През октомври той официализира преместването си в Сони Мюзик. На 10 януари 2020 г. излиза сингълът Rosa naturale на Рошел, в който Емис Кила участва като гост изпълнител.

### Албум17с Джейк Ла Фурия (2020-2021)
На 18 септември Емис Кила издава албума 17, направен в сътрудничество с Джейк Ла Фурия. Записът има добър успех в Италия и след малко по-малко от месец получава златен сертификат от FIMI.
Малко след това двамата изпълнители обявяват два специални концерта, които се провеждат през май 2021 г. в Милано и в Рим.

## Противоречия
Емис Кила е обвинен в хомофобия, която той отрича. Причините за това обвинение са текстовете на някои от песните му, включително тези на Broken Dolls (присъстваща в микстейпа Keta Music), Milano male (присъстваща в Champagne e spine) или Riempimi le tasche (присъстваща в The Flow Clocker Vol. 1).

## Личен живот
През 2012 г. рапърът се сгодява за модната блогърка Тифани Фортини, която през 2018 г. му ражда дъщеря на име Перла Блу. Двойката се разделя в началото на 2020 г.

## Дискография

### Студийни албуми
- 2012 – L'erba cattiva
- 2013 – Mercurio
- 2016 – Terza stagione
- 2018 – Supereroe
- 2020 – 17 (с Джейк Ла Фурия)

## Телевизия
- Goal Deejay (Sky Sport Uno HD, 2014-2017)
- Miss Italia 2014 (LA7, 2014)
- MTV Spit 3 (MTV, 2014)
- Награди на MTV 2015 (MTV, 2015)
- Гласът на Италия (Rai 2, 2016)
- Yo! MTV Raps (MTV, 2020)
- Buoni o cattivi (Italia 1, 2021)

## Музикални видеоклипове
- 2011 – Sono cazzi miei
- 2011 – Romanzo criminale (с Даниеле Вит)
- 2011 – Killa Story
- 2011 – Neve e fango
- 2011 – Tagli (con Entics)
- 2011 – I Need a Dollar (Eмис Кила vs Алое Блек)
- 2011 – K.I.L.L.A.
- 2011 – Di.Enne.A
- 2011 – Il peggiore
- 2011 – Sulla luna (intro)
- 2012 – Cashwoman
- 2012 – Come un pitbull
- 2012 – Parole di ghiaccio
- 2012 – Cocktailz (c G. Soave и Duellz)
- 2012 – L'erba cattiva
- 2012 – Il mondo dei grandi (c Маракеш)
- 2012 – Se il mondo fosse (feat. Джей-Акс, Клуб Дого, Маракеш)
- 2012 – Il king
- 2013 – Vampiri
- 2013 – Wow
- 2013 – Lettera dall'inferno
- 2013 – Scordarmi chi ero
- 2013 – A cena dai tuoi (feat. Джей-Акс)
- 2014 – Straight Rydah
- 2014 – Soli (assieme)
- 2014 – Maracanã
- 2014 – Blocco Boyz
- 2014 – Se penso al rap
- 2014 – Mercurio
- 2014 – Che abbia vinto o no (feat. Антонела Ло Коко)
- 2015 – Lo sanno i veri (Intro) + C'era una volta
- 2016 – Non era vero
- 2016 – Cult
- 2016 – Dal basso
- 2016 – Quello di prima
- 2016 – Parigi (feat. Нефа)
- 2017 – Linda
- 2018 – Serio (feat. Капо Плаза)
- 2018 – Rollercoaster
- 2018 – Claro (feat. Вегас Джоунс и Джемитец)
- 2019 – Tijuana
- 2020 – Malandrino (с Джейк Ла Фурия)
- 2020 – L'ultima volta (с Джейк Ла Фурия feat. Масимо Периколо)

## Награди и признания
- 2007: Победител в конкурс „Перфектни техники“ (Tecniche perfette)
- 2011: Награди „Младежи и кино“ (Premio Ragazzi e cinema)
- 2012: Награди TRL – най-добър новоизгряващ изпълнител
- 2012: Музикални награди на Ем Ти Ви Европа – Най-добър италиански изпълнител
- 2012: Хип-хоп награди на Ем Ти Ви – Най-добър новоизгряващ изпълнител
- 2013: Награди на Ем Ти Ви Италия – LG Tweetstar
- 2014: Награди Уеб шоу – Откритие на 2014
- 2014: Награди на Ем Ти Ви Италия – Супермен
- 2014: Награди на платформата Кубомузика за песента Killers
- 2015: Награди On Stage – най-добър рап изпълнител
- 2015: Музикални нагарди „Уинд“ – платинен диск за албума Mercuriо